# Allan Månsson
Allan Johan Magnus Månsson, född 2 juli 1915 i Skurups församling i Malmöhus län, död 25 mars 2011 i Gävle Heliga Trefaldighets församling i Gävleborgs län, var en svensk militär.

## Biografi
Månsson avlade studentexamen i Ystad 1934. Han avlade reservofficersexamen 1937 och placerades samma år som fänrik i Södra skånska infanteriregementets reserv, där han 1939 utnämndes till löjtnant. Efter att ha avlagt filosofie magister-examen vid Lunds universitet 1941 blev han officer på aktiv stat vid Södra skånska infanteriregementet 1941, varefter han studerade vid Krigshögskolan 1943–1945, befordrades till kapten vid Södra skånska infanteriregementet 1945, tjänstgjorde vid staben i III. militärområdet 1949–1953 och var kompanichef vid Värmlands regemente 1953–1954. Han var stabschef vid staben i V. militärområdet 1954–1960 samt befordrades till major 1955 och överstelöjtnant vid Jämtlands fältjägarregemente 1959. Åren 1960–1964 var han bataljonschef och utbildningsofficer vid Jämtlands fältjägarregemente och 1963–1964 var han chef för svenska bataljonen i United Nations Emergency Force i Gazaremsan. År 1964 befordrades han till överste, varpå han 1964–1970 var chef för Västerbottens regemente och 1970–1975 befälhavare för Gävle försvarsområde (1973 namnändrat till Gävleborgs försvarsområde). Månsson befordrades 1972 till överste av första graden 1972 och var 1973–1975 tillika chef för Hälsinge regemente. Åren 1975–1976 var han generalmajor och chef för den svenska delegationen i Neutrala nationernas övervakningskommission på Koreahalvön. Månsson är begraven på Brunskogs kyrkogård.

## Utmärkelser
- Riddare av första klassen av Svärdsorden, 1958.[7]
- Kommendör av Svärdsorden, 1968.[8]
- Kommendör av första klassen av Svärdsorden, 1972.[9]